# Балкански полуостров
Балканският полуостров, или Балкани, е географски и исторически район в Югоизточна Европа, разположен между Черно, Мраморно, Егейско, Йонийско и Адриатическо море, явяващ се третия, най-източен полуостров на Южна Европа. Той включва 13 държави: 7 изцяло разположени там (Босна и Херцеговина, Черна гора, Албания, Косово, Северна Македония, Гърция и България); 3, на които по-голямата част е там (Словения, Хърватия и Сърбия), и 3, на които много малка част е там (Италия, Румъния и Турция). Площта му е около 466 877 km², а населението е около 70 млн. души, като то е разпределено неравномерно. Най-високата му точка е връх Мусала в Рила, България. Северната граница на полуострова често има различни определения, но в повечето източници за такава се приема река Дунав от делтата ѝ в Черно море до устието на река Сава, а след това условната линия до върха на Триесткия залив. Дължина от запад на изток около 1260 km, от север на юг – 950 km.

## История на наименованието
Наименованието Балкански полуостров, свързано с планината Балкан / Хемус / сега Стара планина, е предложено за първи път в научните среди от немския географ Йохан Август Цойне (1778 – 1853) през 1808 г. в публикуваната от него книга „Опит за научно описание на Земята“. Предлагайки го, Цойне се ръководи от аналогията с другите два южни европейски полуострова: Апенински полуостров и Пиренейски полуостров, които получават имената си от планините, съответно Апенини и Пиренеи, които ги доминират или ограничават. Според популярната версия, името „балкани“ е с турски произход, означава „зелени, гористи планини“, и е свързано с нахлуването на османците през XIV век. Те наричат главната планинска верига Kocabalkan или само Balkan. На елините тя е известна като Άιμος, на славяните като Маторни гори, а на българите като Стара планина. Според други изследователи названието Балкан е още от тракийско време и се е ползвало паралелно с Хем / Хемус и Стара планина.:с. 34
На второ място, вероятно немският географ е повлиян от наложената от античните географи погрешна представа, че Хемус пресича целия полуостров без прекъсване от Черно до Адриатическо море, като не само дава географски облик на земите южно от река Дунав, но и ги отделя от останалата територия на Европа. По-късно представата е променена, но името остава.

## География

### Брегова линия
Бреговете на Балканския полуостров са силно разчленени, предимно високи, стръмни, с изобилие от малки заливи. Разчленеността на бреговата линия и количеството на островите е много голямо по крайбрежието на Адриатическо (т.н. далматински тип бряг) и Егейско море и много слабо по крайбрежието на Черно море. Покрай бреговете на Балканите се намират много острови, като общата им площ е около 21,5 хил. km².

### Релеф
Релефът е преобладаващо планински. Характерна особеност е силната разчлененост на релефа и наличието на многочислени междупланински котловини. В югоизточната му част са разположени планините Пирин, Рила (връх Мусала, 2925 m, най-високата точка на полуострова), Родопи. На север от Родопите, отделена от тях с обширната Горнотракийска низина се простира Стара планина, която на север постепенно се понижава към хълмистата Дунавска равнина. За тези планини е характерно преобладаването на относително полегати склонове и върхове с меки очертания. В Рила и Пирин релефът е от алпийски тип. Покрай целия западен бряг на Балканския полуостров се простират Динарските планини, преминаващи на юг в планинската система Пинд и планините на полуостров Пелопонес. Тези планини се отличават със стръмни склонове, обилие от дълбоки ждрела и каньони и предимно платообразни върхове. Тук широко са застъпени карстовите форми на релефа, особена на запад и северозапад в Динарските планини (платото Карст). Равнините са разположени предимно в периферните райони на полуострова и отчасти във вътрешнопланинските понижения. Най-големите от тях са Горнотракийската, Солунската, Тесалийската и Албанската низина и южните части на Долнодунавската и Среднодунавската низина.

### Геоложки строеж
Геоложкия строеж на Балканския полуостров е продукт на Алпийската орогенеза. В неговите предели са разположени три древни масива: Пелагонийски, Родопски и Сърбо-Македонски, които са изградени от докамбрийски кристалинни шисти и гнайси, усукани и смачкани през Байкалската орогенеза и пронизани с къснопалеозойски гранити. Част от масивите, особено Сърбо-Македонския, са покрити с чехъл от мезозойски и кайнозойски, а на места и палеозойски наслаги.
На северозапад и запад, покрай бреговете на Адриатическо и Йонийско море се простира Динарската нагъната система (т.н. динариди), състояща се от три зони. Външната зона на динаридите се състои от карбонатни мезозойски слоеве, кредни и палеогенски флишеви скали и усложнена система от гънки и навлаци, обърнати към Адриатическо море. В средната зона са широко развити варовиците (от триаска до еоценска възраст) съставляващи големи блокови ядки. На изток в ядрата на полегатите антиклинали излизат горнопалеозойски глиненсти шисти. Трерата, Вътрешна Динарска зона, се простира през Босна и Херцеговина към Сърбия и представлява сложна нагъната система, възникнала от геосинклиналните понижения, които са съществували през палеозоя и мезозоя, чак до палеогена. Широко са представени мощни вулканогенни слоеве от палеозойски и мезозойски основни и ултраосновни интрузии, кредни флишеви скали и тук-таме кайнозойски гранитоиди. Тази зона е привързана към система от големи разломи, покрай които е разположена и от които е ограничена. В Сърбия тя се разделя на две тесни ивици, обхващащи от двете страни Пелагонийския масив. Една от тях – Вардарската – отделя Пелагонийския масив от Сърбо-Македонския и Родопския и продължава на юг под дъното на Солунския залив. Тя изгражда сложно построения Вардарски синклинорий, образуван от геосинклиналното понижение. Другата ивица се простира от западната част на Пелагонийския масив на юг, образувайки сложно построената зона на планината Пинд в Гърция, простира се до полуостров Пелопонес и продължава нататък на остров Крит. На север и северозапад от Родопския масив са разположени редица депресии. Те ограничават от север Стара планина и представляват система от антиклинории и синклинории. Ядрата на антиклинориите са изградени от докамбрийски кристалинни шисти и скали с ордовишка, силурска, девонска и особено горнокарбонска и пермска възраст, а периферните им части – от мезозойски скали. В североизточните части на Стара планина широко са развити кредните и палеогенските флишеви скали. По северната периферия на планината се простира система от гънки на Предбакана, изградени от юрски и кредни породи, а още по̀ на север е Мизийската плоча, заемаща голяма част от Долнодунавската низина. На полуострова са разположени и множество мезозойски грабени и депресии, запълнени с неогенски седименти, а на места и с вулканични андезити. По известните са Тракийската, Пловдивската, Старозагорската, Косово поле и др.

### Климат
Климатът в северните и централните части на Балканите е умереноконтинентален, със студена и снежна зима и горещо и сухо лято, а в останалите части е средиземноморски. Освен тези основни типове се наблюдават и различни преходни видове климат, в т.ч. и височинната климатична поясност. Средната юлска температура варира от 22 °C до 27 °C, а средната януарска от −1 °C до 11 °C в равнините, до −5 °C в планините. Климатът на юг и на запад е средиземноморски, с горещо лято и прохладна зима. Средната юлска температура е 26 °C, а средната януарска е 10 °C. Климатът на северозапад е океански, с топло лято и прохладна зима. Средната юлска температура е 22 °C, а средната януарска е 5 °C. В планините се наблюдава височинна поясност. Западните части са влажни (годишното количество на валежите може да достига 5000 mm), а на изток и юг валежите са значително по-малко (понякога под 500 mm годишно).

### Хидрография
Най-дългите реки на полуострова са Марица, Велика Морава, Искър и Струма и пограничните Дунав и Сава. Повечето реки са планински, с многобройни бързеи (особено в горните течения), като често се редуват участъци с планинско и равнинно течение. Подхранването е основно снежно и дъждовно, пълноводието е през зимата и пролетта, а маловодието през лятото, когато малките реки на юг и изток често пресъхват. Реките имат голям енергиен потенциал и се използват за напояване, а най-големите са плавателни. Най-големите езера на Балканския полуостров са Шкодренското, Охридското, Преспанското и др. и са разположени в тектонски падини. Има множество карстови, а в Рила и Пирин – ледникови езера. Покрай река Дунав широко са представени крайречните езера.

### Почви
В южната част на полуострова преобладават субтропичните канелени, типичните планинско-канелени и карбонатни почви. По Адриатическото крайбрежие широко разпространени са червеноцветните почви терароса. В планинските и предпланинските райони в северната част на полуострова са развити кафявите планинско-горски и излужените карбонатни планинско-горски, а също и типичните кафяви горски почви. В Дунавската равнина са разпространени черноземните и преходните от кафяви горски към канелени, а по долината на река Марица – чернозем-смолниците.

### Флора и фауна
Във флористично отношение Балканския полуостров е най-богата част на Средиземноморието (над 6,5 хил. вида растения). Голям е процентът на ендемичните видове (окло 27%). На юг голяма част от склоновете на планините са скалисти и голи. Тук в долния пояс е развита средиземноморска растителност с вечнозелени дъбови и борови гори и големи храстови масиви (макия). Над 400 – 500 m, а също в по-северните райони е развит преходен пояс с гори от вечнозелени и листопадни широколистни видове, като са характерни ксерофитните листопадни храсти (шибляк). На север и в планините във вътрешността на полуострова преобладават гори от средноевропийските видове: в долния пояс – предимно листопадни дъбови, а нагоре – букови и иглолистни (ела и бор). Горната граница на горския пояс е на височина 1800 – 2000 m. В равнините в крайните североизточни части на полуострова се среща степна растителност. Почти повсеместно естествената растителност е силно изменена от човешката дейност. Степните и лесостепните пространства на север и изток са земеделски усвоени и се отглежда царевица, пшеница, тютюн, лозя, сливови и ябълкови градини, а на юг, освен горе изброените – маслини, цитруси, нар. Поради недостатъчното количество на валежите големи части от полуострова се нуждаят от изкуствено напояване.
Бозайниците са представени от лисица, видра, дива котка, дива свиня, благороден елен, сърна, мечка, вълк, чакал, рис, къртица, мишка. Има богата и разнообразна птича фауна, влечугите са гущери, змии, костенурки, а земноводните – тритон, жаба и др.

### Полезни изкопаеми
Недрата на Балканите са богати на черни и кафяви въглища (България, Сърбия, Босна и Херцеговина). Находищата на нефт и природен газ са редки, затова в енергийната система на полуострова преобладават водноелектрическите централи. Находищата на желязна руда са бедни, но често се срещат находища на цветни метали (мед, олово, цинк, хром, манган, боксити).

## История

### Освободителни движения и национални революции (1800 – 1878)
Сърбите възстановяват своята държавност през 1817 г., но са формално признати през 1833 г., а напълно независими стават през 1878 г. Българите възстановяват своята държавност през 1878 г., а пълна независимост извоюват през 1908 г. Гърците постигат своята независимост през 1832 г.
Периодът от протичането на Берлинския конгрес до Първата световна война се отличава с крехко равновесие на Балканите, силно противопоставяне на националните каузи на балканските държави една с друга, постепенно изтласкване на османската държава и постоянно променящи се взаимноинтересни сътрудничества между балканските държави и великите сили.

### Втора световна война (1939 – 1945)
През по-голямата част от времетраенето на ВСВ, Царство България е съюзник на Германския райх. Югославия и Гърция са окупирани от немските войски, а Албания от италианските. Част от земите, попадащи по това време в пределите на Югославия и Гърция, са предадени на българския цар и минават под българска администрация.

### Студена война (1949 – 1989)
Повечето балкански страни след края на ВСВ попадат в съветската сфера на влияние. Впоследствие Югославия се отдалечава от влиянието на СССР и се насочва към повече сътрудничество със Запада и страните от Третия свят. След настъпилия разрив между Тито и Сталин, пропадат и опитите България и Албания да бъдат присъединени към Югославия. Албания се насочва към сътрудничество с КНР, защото междувременно е настъпил разрив и между СССР и Китай. България и Румъния продължават тясното си сътрудничество със СССР. Във връзка с плановете за създаване на по-широка югославска федерация, българските комунисти заедно с югославските комунисти провеждат политика на изкуствено създаване на македонско национално самосъзнание в земи, където мнозинството от населението преди ВСВ се е възприемало като българско. Единствените страни, които не стават комунистически, са Гърция и Турция поради разработената от американския президент Хари Труман доктрина „Труман“, според която не бива да се допуска съветско влияние в Гърция, Турция и Иран.
В Гърция обаче от 1967 до 1973 г. властва Режимът на черните полковници, който е военен авторитарен режим. През 1974 г. е сложен край на Кралство Гърция и гръцката държава е преобразувана от конституционна монархия в парламентарна демокрация.

### Пост-комунизъм (след 1989)
След падането на Берлинската стена и разпада на Източния блок, значението на идеологическото разделение намалява, но за сметка на това се разгръща противпоставяне по линия на цивилизационно-културната принадлежност. В Русия се развива идеята за евразийството, от което произтичат определени интереси към Балканите специално, но същевременно в Турция набира сила неоосманисткото движение, което също заявява интереси към Балканите. Двете направления се оказват в състояние на взаимна преплетеност, като ту си сътрудничат, ту се противопоставят.

#### Гръцко-турско напрежение (2018)
На 1 март 2018 г. двама гръцки войници са задържани от турските гранични власти след навлизане на турска територия поради влошени метеорологични условия. След отказ да следват обичайната практика, турските съдебни власти отказват да върнат войниците на Гърция, което става повод за развитието на поредица от взаимни предизвиквания и размяна на заплахи между гръцкото и турското правителства. В първата седмица на април 2018 гръцките власти одобряват спешно 1 млрд. евро допълнителни военни разходи, предназначение за ВВС и ВМС, както и разполагането на 7000 военни по протежението на цялата гръцко-турска граница (морска и сухоземна). От своя страна, Турция в края на март приключва изграждането на противотанково съоръжение около Одрин на стойност 100 млн. американски долара.

## Балкански държави
Страните от Балканския полуостров могат да бъдат разделени на четири групи:
- изцяло разположени на Балканския полуостров
- по-голямата част от чиито територии са на Балканския полуостров
- които имат съвсем малка територия на Балканския полуостров
- които нямат територия на полуострова, но понякога се включват в региона по културни и исторически причини

### Държави, изцяло разположени на Балканския полуостров
- Албания
- Босна и Херцеговина
- България
- Гърция
- Косово
- Северна Македония
- Черна гора

### Държави, голяма част от чиито територии са на Балканския полуостров
- Сърбия – 73% от територията
- Хърватия – 49% от територията
- Словения – 27% от територията

### Държави, които имат съвсем малка територия на Балканския полуостров
- Румъния – 9% от територията (областта Северна Добруджа)
- Турция – 3% от територията (областта Източна Тракия)
- Италия – 0,1% от територията (Провинцията Триест)

### Държави, без територия на полуострова, понякога включвани по културно-исторически причини
- Унгария[7][8][9]
- Молдова[10]

## Политическо устройство
Парламентарните републики на Балканите са: България, Гърция, Сърбия, Черна гора, Косово, Северна Македония, Албания, Босна и Херцеговина, Хърватия, Словения, Италия. Изключение прави Румъния, която е полупрезидентска република и Турция, която става президентска република след референдум, проведен през 2018 г.

## Стопанство

### Общи данни
| Държава             | БВП по номинал (2017 г.) | БВП по ППП (2017 г.) |
| ------------------- | ------------------------ | -------------------- |
| Турция              | 841,206                  | 2 132 717            |
| България            | 55,954                   | 152,079              |
| Гърция              | 204,299                  | 302,150              |
| Румъния             | 204,943                  | 470,312              |
| Сърбия              | 39,366                   | 107,131              |
| Северна Македония   | 11,416                   | 31,924               |
| Албания             | 13,001                   | 36,198               |
| Черна гора          | 4,405                    | 10,934               |
| Босна и Херцеговина | 17,457                   | 44,462               |
| Хърватска           | 53,481                   | 100,006              |

| Страна            | Брутна ММРЗ, 2020 г. (евро) | Коефициент на Джини | ИЧР   | Годишен ръст на инфлацията | Безработица | Работна сила |
| ----------------- | --------------------------- | ------------------- | ----- | -------------------------- | ----------- | ------------ |
| България          | 312                         | 39.6                | 0.816 | Пример                     | 5.6%        | Пример       |
| Турция            | 447                         | 41.9                | 0.806 | Пример                     | 13.6%       | Пример       |
| Гърция            | 650                         | 32.3                | 0.872 | Пример                     | Пример      | Пример       |
| Румъния           | 468 или 524                 | 35.1                | 0.816 | Пример                     | 4%          | Пример       |
| Сърбия            | 311                         | 37.8                | 0.799 | Пример                     | Пример      | Пример       |
| Северна Македония | 338                         | 31.9                | 0.759 | Пример                     | Пример      | Пример       |
| Албания           | 211                         | 34.5                | 0.791 | Пример                     | Пример      | Пример       |
| Черна гора        | 222                         | 31.9                | 0.816 | Пример                     | Пример      | Пример       |
| Федерация БиХ     | 311 и 338                   | 33.8                | 0.769 | Пример                     | Пример      | Пример       |
| Хърватска         | 546                         | 29.7                | 0.837 | Пример                     | Пример      | Пример       |

### Транспорт
Транспортните коридори, които пресичат Балканите, са:
- ТК № 4 Дрезден – Истанбул
- ТК № 7 Рейн – Майн – Дунав
- ТК № 8 Драч – Варна (свързва Адриатическо с Черно море)
- ТК № 9 Хелзинки – Александруполис
- ТК № 10 Залцбург – Солун

### Енергетика
През април 2018 г. е дадено начало на строителството на първата турска АЕЦ, която по проект трябва да се състои от четири енергоблока от типа ВВЕР, всеки с мощност 1200 MWe, като първият трябва да заработи през 2023 г. Според турските власти, тази централа ще обезпечава 10% от енергийните нужди на Турция.
Другите балкански страни, които разполагат са АЕЦ, са България (обща мощност към 2018 г. от 1920 MWe), Румъния (обща мощност към 2018 г. от 1400 MWe) и Словения (обща мощност към 2018 г. от 730 MWe). България периодично подновява и прекъсва планираното изграждане на втората АЕЦ „Белене“ с проектна мощност от 2000 MWe.

### Данъчна система
- Ставката за ДДС в България е 20%, като изключение правят хотелските настанявания, за които се прилагат 9%, а за вътреобщностните доставки (в ЕС) и международните превози (стоки за износ) се прилагат 0%.
- В Турция ставката за ДДС е диференцирана, като обичайната е 18%, 8% се прилага за определени основни храни, лекарствени средства,[25] книги (но с изключение на електронните, за които е 18%) и медицински изделия, 1 % се прилага за вестници и списания, както и за някои основни храни, а 0% е за износ на стоки и услуги.
- В Гърция основната данъчна ставка върху добавената стойност е 24%,[26] но за определени храни и лекарства се прилага 13%.
- В Албания ДДС е 20%, освен ако не се прилага чл. 49 на албанския ЗДДС, който например засяга услугите по настаняване, за които се прилага ставка от 6%.

### Качество на живот[27]
| Страна            | Подредба на страната според това коя е най-добра за живеене за жените |
| ----------------- | --------------------------------------------------------------------- |
| България          | 50.                                                                   |
| Турция            | 114.                                                                  |
| Гърция            | 27.                                                                   |
| Федерация на БиХ  | 67.                                                                   |
| Сърбия            | 145.                                                                  |
| Северна Македония | 15.                                                                   |
| Албания           | 21.                                                                   |
| Хърватска         | 29.                                                                   |
| Румъния           | 20.                                                                   |
| Черна гора        | Не е включена                                                         |

## Население и общество
Населението на Балканския полуостров е значително разнородно и е съвкупност от населението на балканските държави. Най-голям е делът на славяните – около 22 млн. Следват ги турците 12 млн. (включително тези извън Турция), гърците – 11 млн., албанците – 4,5 до 5 млн. и италианци – около 285 хил.
Регионът е населен от албанци, армъни, българи, бошняци, хървати, горани, гърци, македонци, черногорци, сърби, словенци, румънци, турци и други етнически групи с малцинства в някои държави (цигани и ашкали).
| Страна              | Население (2016 г.) | Плътност (km2, 2013 г.) | Средна продължителност на живота |
| ------------------- | ------------------- | ----------------------- | -------------------------------- |
| Албания             | 2 886 026           | 100                     | 78,3 години                      |
| Босна и Херцеговина | 3 515 982           | 69                      | 76,7 години                      |
| България            | 7 153 784           | 65                      | 74,5 години                      |
| Хърватия            | 4 190 669           | 74                      | 75,9 години                      |
| Гърция              | 10 783 748          | 82                      | 80,5 години                      |
| Косово              | 1 771 604           | 163                     | 71 години                        |
| Северна Македония   | 2 071 278           | 81                      | 76,2 години                      |
| Черна гора          | 622 218             | 45                      | 76,4 години                      |
| Румъния             | 19 760 314          | 83                      | 75,1 години                      |
| Сърбия              | 7 076 372           | 91                      | 75,5 години                      |
| Словения            | 2 064 188           | 102                     | 78,2 години                      |
| Турция              | 10 620 739          | 101                     | 74,8 години                      |

### Образование
За Турция е характерна обичайно широката пропаст между заетостта на мъжете и жените – за последните това е едва 66% достигане на етапа на средното образование, с което се обясняват ниската заетост сред жените и значително по-ниското заплащане за техния труд, което заплащане не може да покрие очакваните разходи за детегледачи, но и без тази разходи, ползата била твърде ниска в сравнение с ползата от грижа за децата и домакинството.

### Религия
Регионът е точка, където се срещат източно православие, ислям и римокатолицизъм. Източното православие е с най-голям брой изповядващи на полуострова, но всяка източноправославна държава има своя собствена църква и различни традиции.
| Страни, където преобладаващата религия е източно православие                 | Религиозни малцинства в тези страни                       |
| ---------------------------------------------------------------------------- | --------------------------------------------------------- |
| България: 59% (Българска православна църква)                                 | Ислям (7%) и необявени (31%)                              |
| Гърция: 98% (Гръцка православна църква)                                      | Ислям (1%), католицизъм и други                           |
| Северна Македония: 64% (Македонска православна църква)                       | Ислям (33%), католицизъм                                  |
| Черна гора: 72% (Сръбска православна църква, Черногорска православна църква) | Ислям (19%), католицизъм (3%) и други                     |
| Румъния: 81% (Румънска православна църква)                                   | Протестантство (6%), католицизъм (5%) и други             |
| Сърбия: 84% (Сръбска православна църква)                                     | Католицизъм (5%), ислям (3%), протестантство (1%) и други |
| Страни, където преобладаващата религия е католицизъм                         | Религиозни малцинства в тези страни                       |
| Хърватия (86%)                                                               | Източно православие (4%), ислям (1%) и други              |
| Словения (57%)                                                               | Ислям (2%), източно православие (2%) и други              |
| Страни, където преобладаващата религия е ислям                               | Религиозни малцинства в тези страни                       |
| Албания (58%)                                                                | Католицизъм (10%), източно православие (7%) и други       |
| Босна и Херцеговина (51%)                                                    | Източно православие (31%), католицизъм (15%) и други      |
| Косово (95%)                                                                 | Католицизъм (2%), източно православие (1%)                |
| Турция (99%)                                                                 | Източно православие                                       |

Еврейските общности на Балканите са едни от най-старите в Европа и датират още от древни времена. Те са основно сефаради, с изключение на Трансилвания, Хърватия и Словения, където преобладават ашкеназите. В Босна и Херцеговина има малка, но сплотена еврейска общност от 90% сефаради, а ладинският все още се говори сред старото им население. Евреите имат голямо присъствие и в Солун, където към 1900 г. живеят около 80 000 евреи, което е повече от половината население на града по това време. Евреите на Балканите стават жертва на Холокоста по времето на Втората световна война. Изключение правят само българските евреи, от които повечето биват спасени от властта на Борис III. Почти всички от оцелелите след това емигрират в новооснованата държава Израел. Днес няма балканска държава със значително еврейско малцинство.

### Езици
Балканският полуостров днес е много разнообразен етно-лингвистичен регион, бидейки дом на славянски и романски езици, както и албански, гръцки, турски и други. Циганският също се говори широко от циганите на полуострова. През историята живеят и много други етнически групи, говорещи собствени езици: траки, илирийци, римляни, келти и различни германски племена. Почти всички изброени езици принадлежат на индоевропейското езиково семейство, с изключение на турския и гагаузкия.
| Страна              | Главен език    | Езикови малцинства                                         |
| ------------------- | -------------- | ---------------------------------------------------------- |
| Албания             | 98% албански   | 2% други                                                   |
| Босна и Херцеговина | 53% бошняшки   | 31% сръбски, 15% хърватски, 2% други                       |
| България            | 92% български  | 5% турски, 2% цигански, 1% други                           |
| Хърватия            | 96% хърватски  | 1% сръбски, 3% други                                       |
| Гърция              | 99% гръцки     | 1% други                                                   |
| Косово              | 94% албански   | 2% бошняшки, 2% сръбски, 1% турски, 1% други               |
| Северна Македония   | 67% македонски | 25% албански, 4% турски, 2% цигански, 1% сръбски, 2% други |
| Черна гора          | 43% сръбски    | 37% черногорски, 5% бошняшки, 5% албански, 5% други        |
| Румъния             | 91% румънски   | 7% унгарски, 1% цигански                                   |
| Сърбия              | 88% сръбски    | 3% унгарски, 2% бошняшки, 1% цигански, 3% други            |
| Словения            | 91% словенски  | 5% сърбохърватски, 4% други                                |
| Турция              | 84% турски     | 12% кюрдски, 4% други                                      |